# Jan Tomajko
Jan Tomajko (né le 19 juin 1976 à Olomouc en Tchécoslovaquie) est un joueur professionnel tchèque de hockey sur glace qui évolue au poste d'ailier gauche.

## Biographie
Tomajko commence sa carrière de joueur de hockey en 1994 dans sa ville natale d'Olomouc, pour l'équipe senior du HC Olomouc qui évolue dans l'Extraliga tchèque. Trois ans plus tard, il rejoint le HC Vsetín avec lequel il remporte ensuite le titre de champion en 1998, 1999 et 2001. Pendant cette période, il participe également avec son club à un match en Ligue européenne de hockey quand son équipe termine à la troisième place de la compétition en 1998. Deux ans plus tard, il fait partie de l'effectif de l'équipe de République tchèque qui remporte son premier titre au cours du championnat du monde ; l'année suivante, il est à nouveau membre de l'équipe qui conserve son titre lors du championnat du monde organisé en Allemagne.
En 2001, Tomajko intègre le HC Sparta Prague avec lequel il remporte son quatrième titre de champion de l'Extraliga. Il passe trois saisons à Prague, puis trois autres avec le HC Liberec avant de rejoindre Kladno en 2007. Il partage dès lors sa carrière entre l'Extraliga et la 1.liga, seconde division tchèque, dans laquelle il évolue pour le club de ses débuts, le HC Olomouc.

## Statistiques
| Saison    | Équipe           | Ligue             |    | Saison régulière | Saison régulière | Saison régulière | Saison régulière | Saison régulière |   | Séries éliminatoires | Séries éliminatoires | Séries éliminatoires | Séries éliminatoires | Séries éliminatoires |
| Saison    | Équipe           | Ligue             | PJ | B                | A                | Pts              | Pun              | PJ               | B | A                    | Pts                  | Pun                  |                      |                      |
| 1994-1995 | HC Olomouc       | Extraliga tchèque | 1  | 0                | 0                | 0                |                  |                  |   |                      |                      |                      |                      |                      |
| 1995-1996 | HC Olomouc       | Extraliga tchèque | 34 | 5                | 12               | 17               | 10               | 4                | 1 | 2                    | 3                    | 0                    |                      |                      |
| 1996-1997 | HC Olomouc       | Extraliga tchèque | 34 | 2                | 12               | 14               | 32               |                  |   |                      |                      |                      |                      |                      |
| 1997-1998 | HC Vsetín        | EHL               | 1  | 0                | 0                | 0                | 25               |                  |   |                      |                      |                      |                      |                      |
| 1997-1998 | HC Vsetín        | Extraliga tchèque | 8  | 0                | 2                | 2                | 2                |                  |   |                      |                      |                      |                      |                      |
| 1998-1999 | HC Vsetín        | Extraliga tchèque | 50 | 14               | 10               | 24               | 16               | 11               | 3 | 0                    | 3                    | 52                   |                      |                      |
| 1999-2000 | HC Vsetín        | Extraliga tchèque | 38 | 5                | 10               | 15               | 18               | 9                | 5 | 4                    | 9                    | 2                    |                      |                      |
| 2000-2001 | HC Vsetín        | Extraliga tchèque | 44 | 12               | 17               | 29               | 22               | 14               | 1 | 3                    | 4                    | 2                    |                      |                      |
| 2001-2002 | HC Sparta Prague | Extraliga tchèque | 8  | 2                | 5                | 7                | 2                | 7                | 0 | 1                    | 1                    | 4                    |                      |                      |
| 2002-2003 | HC Sparta Prague | Extraliga tchèque | 52 | 8                | 12               | 20               | 16               | 10               | 1 | 4                    | 5                    | 2                    |                      |                      |
| 2003-2004 | HC Sparta Prague | Extraliga tchèque | 38 | 8                | 6                | 14               | 14               | 10               | 0 | 0                    | 0                    | 16                   |                      |                      |
| 2004-2005 | HC Liberec       | Extraliga tchèque | 34 | 5                | 5                | 10               | 16               | 12               | 2 | 2                    | 4                    | 4                    |                      |                      |
| 2005-2006 | HC Liberec       | Extraliga tchèque | 38 | 5                | 4                | 9                | 30               | 5                | 0 | 1                    | 1                    | 4                    |                      |                      |
| 2006-2007 | HC Liberec       | Extraliga tchèque | 15 | 0                | 1                | 1                | 16               | 11               | 0 | 0                    | 0                    | 4                    |                      |                      |
| 2007-2008 | HC Kladno        | Extraliga tchèque | 37 | 6                | 3                | 9                | 28               | 7                | 0 | 0                    | 0                    | 2                    |                      |                      |
| 2007-2008 | HC Olomouc       | 1.liga            | 7  | 4                | 6                | 10               | 4                |                  |   |                      |                      |                      |                      |                      |
| 2008-2009 | HC Kladno        | Extraliga tchèque | 27 | 6                | 6                | 12               | 26               |                  |   |                      |                      |                      |                      |                      |
| 2009-2010 | HC Kladno        | Extraliga tchèque | 23 | 1                | 3                | 4                | 18               |                  |   |                      |                      |                      |                      |                      |
| 2009-2010 | HC Kometa Brno   | Extraliga tchèque | 2  | 0                | 0                | 0                | 0                |                  |   |                      |                      |                      |                      |                      |
| 2009-2010 | HC Olomouc       | 1.liga            | 26 | 3                | 11               | 14               | 28               | 8                | 0 | 2                    | 2                    | 8                    |                      |                      |

| Année | Compétition          |   | PJ | B | A | Pts | Pun           |  | Résultats |
| 2000  | Championnat du monde | 9 | 1  | 1 | 2 | 0   | médaille d'or |  |           |
| 2001  | Championnat du monde | 9 | 0  | 1 | 1 | 2   | médaille d'or |  |           |